# Zeebo
Zeebo（ジーボ）は、Zeebo社によって2009年にリリースされたゲーム機である。

## 概要
次の10億人のためのゲーム機を標榜していた。
「次の10億人」とは所得が低いために最新型のゲーム機が購入できない新興国の住民のことであり、中でもBRICSと総称されるブラジル、ロシア、インド、中国を主な販売ターゲットとして開発された。
新興国では最新型のゲーム機が販売されていないか、関税や輸入費が加算されて法外な値段で販売されているため、密輸版や海賊版が横行している。そのため、Zeeboは携帯電話のハードを流用することで新興国の人々でも手に入れやすい手ごろな価格に設定され、ソフトもダウンロード専売とされた。
Zeebo社は開発のみを担当しており、実際の製造および販売は各国ごとに別々の会社によってなされる形式であったが、Zeebo社は実質的にはブラジルのゲームメーカーであるTectoy社の関連会社であり、現地の企業との共同でZeebo社の子会社を設立し、そこからZeeboを製造販売する予定であった。中国やインドにもZeebo社の子会社が設立されたものの、最終的にはブラジル本国とメキシコでのみ販売された。
いくつかの大手サードパーティの支持を取り付け、多くのレトロゲームが移植された。また、Tectoy自身が体感ゲームや脳トレなどの時代にあったゲームをリリースしようと試みたものの、最後までソフト不足に泣かされ苦戦した。他社の同世代のゲーム機は密輸版すら法外な値段で売られているため競合しなかったものの、ソフトの充実した旧世代機、とりわけ発売後10年を経てようやくブラジルの一般市民にも手が届く価格帯となり、2009年にブラジルでも正式販売が開始されて流通が公になったPlayStation 2が競合機として立ちはだかった。これが原因で、2011年にブラジルとメキシコでのサービスを終了した。
2011年当時、Zeebo社は教育向けに焦点を当てた次世代機の開発をしており、2012年に発売予定であることを公式サイトで表明していた。2013年にTectoyはAndroidタブレットを発売し、Zeeboの公式サイトは閉鎖された。

### Zeebo社とは
Zeeboの開発をしているZeebo社は、ブラジルの大手ゲーム会社Tectoy社とアメリカの携帯電話会社クアルコム社を中心とする12社によって、2007年にアメリカで設立された。
Tectoy社は携帯電話機向けゲーム開発などのソフトからカラオケ機器や音楽プレーヤなどのハードまで手広く手がける南米最大のアミューズメント会社で、かつてはブラジルにおけるセガの代理店としてマスターシステムからドリームキャストまでのセガハードの製造販売に携わり、特にマスターシステムとメガドライブの世代でブラジルのゲーム市場にて80%超の寡占的なシェアを得たゲームハード業界の巨人である。セガのハード事業撤退後も、セガよりライセンスを受けてブラジルでマスターシステム互換機やメガドライブ互換機を製造し続け、2000年代に入っても最新型ゲーム機を買えないブラジルの低所得層を中心に根強いシェアを築いていた。
そして、ついにはクアルコム社と組んで、自ら新規ハードを製造するに至った。つまりZeeboはブラジルでのTectoy社製ハードとして、Dreamcastの後継機にあたる。

## 変遷
2008年11月、ブラジルのリオ・デ・ジャネイロにて製作発表がなされ、Zeeboが初めて公に姿を現した。
2009年6月、リオにて希望小売価格499レアルで試験販売がなされ、試験販売の間に299レアルにまで値下げされた。2009年12月、ついにブラジル全土で販売が開始され、同時に28のゲームが発売された。
メキシコでも2009年11月に2,499メキシコ・ペソで全国販売がなされており、2010年4月に2249メキシコペソに値下げされた。
ブラジルでの発売当初は、2010年にはインドでの、2011年には中国での販売を予定していることを表明していた。
2010年5月にはAT&Tとの提携を発表。将来的には北米市場へと進出する意図があることを表明した。
2010年9月、モデルチェンジ版のZeebo Dragonを発売。PlayStationのデュアルショックに酷似したコントローラーが付属していた。
2011年5月、ブラジルおよびメキシコでの販売終了を発表。
2011年9月、オンラインサービスのZeeboNetを終了。

## ハードウェア
クアルコムが開発に関わっているだけあって、Zeebo本体のハードウェア構成はクアルコムが開発した3G方式の携帯電話そのものである。コンテンツはBREWプラットフォームに基づいて製作される。
新興国で普及しているゲーム機であるNES互換機やSNES互換機、あるいはブラジルで普及しているメガドライブ互換機より性能は格段に高く、PlayStation 2やドリームキャストに匹敵する。PlayStation 3やXbox 360といった同世代のゲーム機とは比較にならないほど低いが、主な販売地域も販売ターゲットも重ならないので競合はしないと見られる。
携帯電話のハードの流用であるため、ゲームの開発も容易である。Zeeboの開発環境としてZeebo SDKが存在し、Zeeboのサイトからダウンロードできる。
入力機器としてはデフォルトのコントローラーであるZ-Padのほかに、ブーメラン型コントローラーやキーボードなどの周辺機器も利用できる。

## 仕様
- CPU: ARM11 / QDSP-5 528Mhz
- GPU: ATI Imageon
- 記憶媒体: 1GB NAND型フラッシュメモリ
- メモリ: 160 MB RAM, 128 MB DDR SDRAM + 32 MB stacked DDR SDRAM in MSM7201A
- 解像度: VGA (640×480) – アスペクト比4:3
- 通信方式: 3G（2.5Gや2Gも利用可能）
- USB 2.0ポート（3個）
- SDカードスロット

- インターフェイス: USB HID
- Power: ACアダプタ 5V 3A
- 消費電力: 最大15W
- グラフィック: 4 million triangles / second
- 音声: 8チャネル同時発音（MP3、ADPCM、MIDI）
- 解像度: 640x480
- サイズ: W x D x H – 157 x 215.4 x 44 mm
- 重さ: 1.3 kg
- センシティビティ: ← 106 dBm (in UMTS)

動作環境:
- 温度: -20℃ から 55℃ まで
- 湿度: 95% (40℃)

## ソフトウェア
ソフトウェアの流通コストを下げるためと海賊版対策のため、ゲームソフトの供給形態はダウンロード販売のみとなっている。携帯電話のネットワークを用いたワイアレス通信が利用できるようになっており、システムのアップデートなどもすべてこれを利用する。インターネットに接続もでき、電子メールを閲覧も可能。ネットへの接続料金は無料。ゲームをダウンロード購入する際は「Z-Credits」という電子マネーを用いる。Z-Credits自体は事前にクレジットカードなどで購入しておく必要がある。なお、新興国では先進国で使われているような高機能な携帯電話端末こそ普及していないものの、携帯電話自体は普及しており、携帯電話のネットワークも容易に利用できる。
ソフトの供給元としてアクティビジョンやエレクトロニック・アーツといった大手が名を連ね、日本からもカプコンやナムコ等が参入している。Tectoyと深い関わりを持つセガも当初は参入を表明していたが、最終的にキャンセルされた。セガは新興国において、Tectoyや他社を通じてSEGA ZoneなどのZeeboと直接競合するメガドライブ互換ハードに関するビジネスを続けている。